# Rubber Soul
Rubber Soul er titlen på det sjette album fra The Beatles og blev udgivet i 1965. Det er det første i rækken af bandets klassiske albums.
Mange betragter albummet som at være blandt de bedste albums nogensinde udgivet.

## Numre
Side 1:
- "Drive My Car"
- "Norwegian Wood (This Bird Has Flown)"
- "You Won´t See Me"
- "Nowhere Man"
- "Think For Yourself"
- "The Word"
- "Michelle"

Side 2:
- "What Goes On"
- "Girl"
- "I´m Looking Through You"
- "In My Life"
- "Wait"
- "If I Needed Someone"
- "Run For Your Life"